# 宋連玉
宋 連玉（ソン・ヨノク／ソン・ヨンオク、송 련옥、1947年 - ）は、大阪府生まれで在日朝鮮人二世の歴史学者、社会学者。専門は朝鮮近現代ジェンダー史。青山学院大学（経営学部）名誉教授、日本軍「慰安婦」歴史館後援会共同代表、文化センター・アリラン館長。

## 学歴
同志社大学文学部文化学科教育学専攻、および韓国国立ソウル大学校文理大学（国史学科）を卒業。大阪府枚方市教育委員会社会教育課朝鮮語講師（特別職公務員）を経て、ソウル大学校人文大学大学院修士課程、大阪外国語大学大学院外国語研究科東アジア語学専攻（朝鮮語学）修士課程を修了する。学位は文学修士（ソウル大学校）、語学・文化学修士（大阪外国語大学）。

## 職歴
大阪府枚方市教育委員会社会教育課朝鮮語講師（特別職公務員）、高麗博物館理事 (NPO)  2002/11 - 2007/11、朝鮮奨学会学術論文審査委員 2004/04 - 。

## 所属学会
朝鮮史研究会、韓国歴史問題研究会、東アジア史学会、ジェンダー史学会、日本移民学会

## 研究テーマ
在日朝鮮人女性の戦後史、20世紀の朝鮮半島におけるジェンダーとエスニシティ、戦争記憶の検証と平和概念の再構築

## 講演
- 「帝国のフェミニズム、植民地のフェミニズム」（2010年VAWW-NETジャパン総会シンポジウム）
- 「朝鮮植民地支配と朝鮮人女性―公娼制度・「慰安婦」制度から考える」（2010年VAWW-NETジャパン総会シンポジウム）

## 主張
日本は未だマジョリティ主導の「植民地主義」社会で、その社会差別構造の変革は在日朝鮮と日本人の連帯なしにはあり得ない。在日朝鮮人が様々な差別撤廃運動を行なってきたにもかかわらず、マイノリティとマジョリティとの断絶状態が継続される限り、社会構造は変革されない。

### 慰安婦問題
朝鮮人女性は、朝鮮侵略と植民地支配の過程で、日本が植民者や軍隊とともにもちこんだ性暴力・性売買システムに巻き込まれた。朝鮮に日本式公娼制度が移植され、朝鮮人女性は日本軍「慰安婦」制度に動員された。植民地支配がなければ、多くの朝鮮人女性が日本の侵略戦争に動員されることはありえなかった。

## 『未来をひらく歴史』
日本・中国・韓国の研究者らが編集した学校副教材『未来をひらく歴史』の執筆者だが、下川正晴から批判されている。

## 著書・訳書

### 単著
- 『脱帝国のフェミニズムを求めて：朝鮮女性と植民地主義』有志舎、2009年。ISBN　978-4-903426-27-3
- 『植民地「公娼制」に帝国の性政治をみる：釜山から上海まで』有志舎、2023年。ISBN　978-4-908672-68-2

### 編著
- 『ハングルを学ぼう 基礎編』金貞淑、宋連玉（白帝社、1999）ISBN 978-4891743703
- 『「慰安婦」・戦時性暴力の実態〈1〉日本・台湾・朝鮮編 （日本軍性奴隷制を裁く―2000年女性国際戦犯法廷の記録）』 金富子、宋連玉、VAWW‐NET ジャパン（緑風出版、2000）ISBN 978-4846100179
- 『叢書 現代の経済・社会とジェンダー〈第3巻〉日本社会とジェンダー』牟田和恵、笠間千浪、川東英子、藤目ゆき、亀口まか、丸山 茂、竹内敬子、宋連玉、舘かおる、三宅義子（編集）、竹中恵美子、久場嬉子（明石書店、2001）ISBN 978-4750315065
- 『辺境のマイノリティ―少数グループの生き方』寺谷弘壬、夏目博明、宋連玉、九頭見一士（英宝社、2002）ISBN 978-4269720619、
- 『未来をひらく歴史―東アジア3国の近現代史』日本側執筆者は、板垣竜太、大日方純夫、笠原十九司、金富子、糀谷陽子、斎藤一晴、柴田健、宋連玉、田中行義、俵義文、坪川宏子、松本武祝、丸浜江里子（高文研、2005） ISBN 9784874983416
- 『軍隊と性暴力：朝鮮半島の20世紀』金栄と共編著（現代史料出版、2010年）。ISBN　978-4-87785-204-7
- 『歴史をひらく：女性史・ジェンダー史からみる東アジア世界』早川紀代・秋山洋子ほか共編（御茶の水書房、2015年）。ISBN　978-4-275-02016-1

### 訳書
- 『韓国の歴史―国定 韓国高等学校歴史教科書』曺昌淳共訳、明石書店、1997年。ISBN 978-4750308791
- 兪弘濬『私の文化遺産踏査記〈2〉山は川を越えられず』法政大学出版局〈韓国の学術と文化〉、2000年。ISBN 978-4588080050
- 金滋東『永遠なる臨時政府の少年：解放後の混乱と民主化の闘い』（大韓民国臨時政府の記憶・2）明石書店、2020年。ISBN　978-4-7503-4985-5
- 金伊京『帝国主義と闘った14人の朝鮮フェミニスト：独立運動を描きなおす』金美恵共訳、花束書房、2024年。ISBN　978-4-9912489-2-4